# Tennistoernooi van Estoril 2006
|                                    |  |                                         |
| Zheng Jie, winnares bij de vrouwen |  | David Nalbandian, winnaar bij de mannen |

Het tennistoernooi van Estoril van 2006 werd van 1 tot en met 7 mei 2006 gespeeld op de gravel-buitenbanen van het Estádio Nacional in Oeiras, nabij de Portugese plaats Estoril. De officiële naam van het toernooi was Estoril Open.
Het toernooi bestond uit twee delen:
- WTA-toernooi van Estoril 2006, het toernooi voor de vrouwen
- ATP-toernooi van Estoril 2006, het toernooi voor de mannen

ATP-toernooi van Estoril‎/Oeiras – WTA-toernooi van Estoril/Oeiras‎

1999 · 
2000 · 
2001 · 
2002 · 
2003 · 
2004 · 
2005 · 
2006 · 
2007 · 
2008 ·
2009 ·
2010 ·
2011 · 
2012 · 
2013 · 
2014